# Хотарел (Бихор)
Хотарел (рум. Hotărel) насеље је у Румунији у округу Бихор у општини Лунка. Oпштина се налази на надморској висини од 251 m.

## Становништво
Према подацима из 2002. године у насељу је живело 336 становника, од којих су сви румунске националности.